# Рыжкин, Геннадий Витальевич
Геннади́й Вита́льевич Ры́жкин (род. 25 июля 1940, Велегож, Заокский район, Тульская область) — писатель, краевед, журналист, автор гимна Ливенского района.

## Биография
Геннадий Витальевич Рыжкин родился 25 июля 1940 года в селе Велегож Тульской области. Его отец, Виталий Васильевич — работник прокуратуры Алексинского района, а мать Евдокия Карповна — была учительницей начальной школы.
После войны, в 1946 году, отца переводят в Ясногорск. Переехав туда, Геннадий поступает в школу. Далее, в 1956 году, состоялся ещё один переезд, на ст. Куликово Поле, где Геннадий заканчивает получение среднего образования.

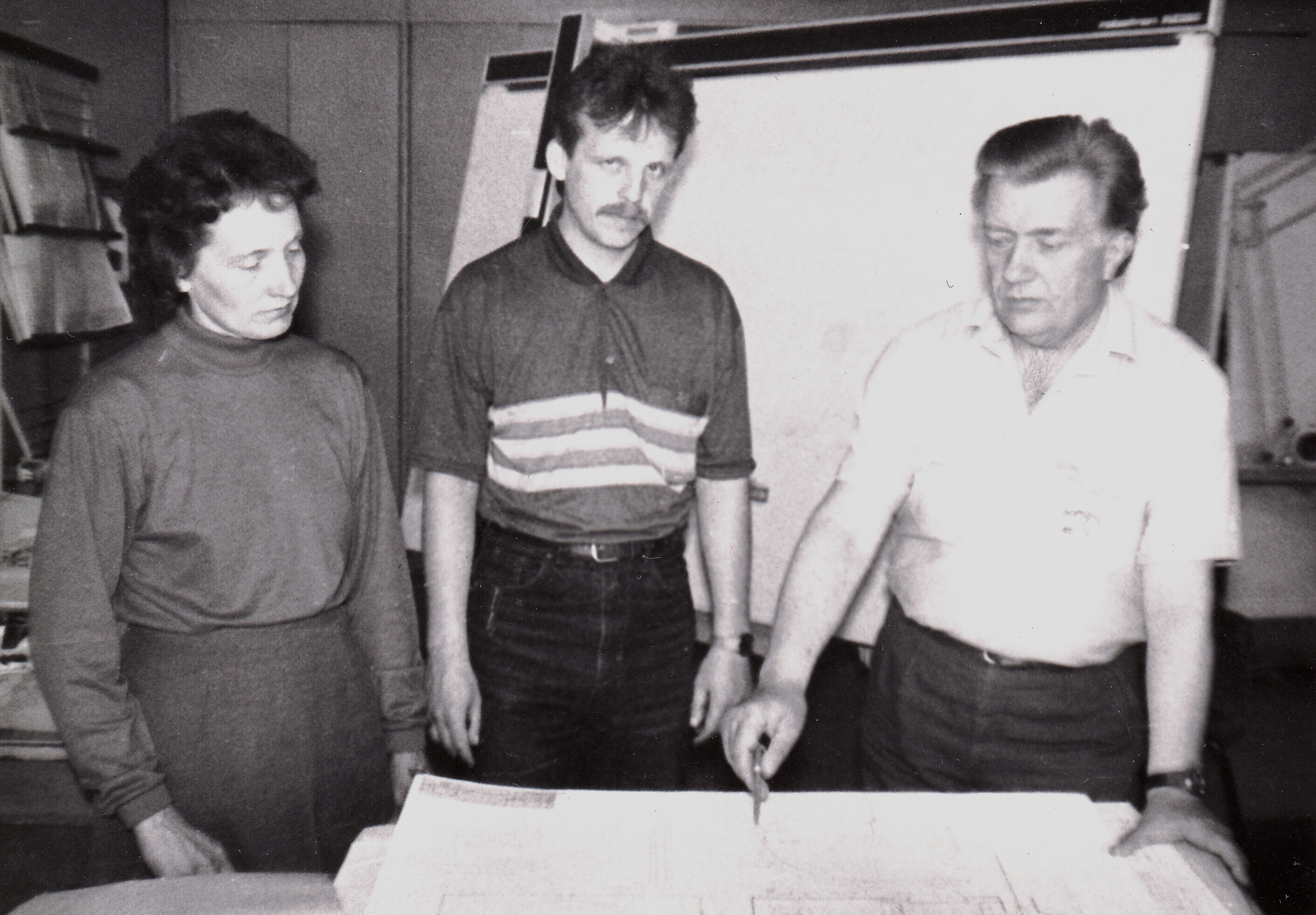
Геннадий Витальевич (крайний справа) в Конструкторском Бюро Ливгидромаша

С 1957 по 1960 годы Геннадий Витальевич обучается в Тульском электро-механическом техникуме после окончания которого, получает направление в город Ливны, на завод «Ливгидромаш» (ныне это ОАО «ГМС Насосы», дочерняя компания Группы ГМС). Там он начинает работать в качестве токаря, но через непродолжительное время его способности замечают и переводят на должность инженера-конструктора.
В 1969 году Геннадий Витальевич без отрыва от производства заканчивает Всесоюзный Заочный Машиностроительный Институт (ВЗМИ). В дальнейшем, производственная деятельность Геннадия Рыжкина связана с заводом «Ливгидромаш». Его последняя должность перед выходом на пенсию — ведущий конструктор по нестандартному оборудованию АО «ГМС Ливгидромаш».

## Литературное краеведение
Известность Геннадию Витальевичу принесло занятие литературным краеведением, к которому он приступил в 1970 году. До этого писал небольшие заметки в ливенскую районную газету — Знамя Ленина и областные — Орловскую правду, Орловский комсомолец.
Редакция газеты Знамя Ленина предложила ему поработать над очерком о ливенских участниках Отечественной войны. В военном комиссариате города удалось получить копии наградных листов и другие необходимые сведения. Были там и адреса нескольких человек. Все это помогло успешно справиться редакционным заданием.
Геннадий Витальевич стал посещать занятия городского литературного объединения «Проталинка», которым руководил редактор районной газеты В. Н. Барабанов. Свои стихи он посылал в Орловский комсомолец, где их публиковали, а поэт Виктор Дронников в ответных письмах подсказывал секреты мастерства. Прозу Геннадий Рыжкин отправлял в Орловскую правду Льву Котюкову. Тот представляя рассказы к публикации, тепло отзывался о них.
Геннадий Витальевич Рыжкин является наиболее плодовито пишущим краеведом ливенского края. Его перу принадлежит до десятка объёмных книг и множество газетных статей посвященных краеведению, более двух десятков различных поэтических сборников. На его стихи создано ряд песен и даже официальный гимн ливенского района.

## Личная жизнь
Женат на Тамаре Михайловне Рыжкиной (в девичестве — Шувалова). В 1961 году у них родилась дочь Светлана.

## Награды
Г. В. Рыжкин награждён орденом «Знак Почёта», медалью «Ветеран труда» и юбилейной медалью Федерации независимых профсоюзов «100 лет профсоюзам России». Имеет звание «Почётный машиностроитель». В 2008 году по итогам Всероссийского конкурса «Инженер года», ему было присвоено звание «Профессиональный инженер России». Он также неоднократно отмечался со стороны губернатора Орловской области.

## Основные публикации
Книги Геннадия Витальевича преимущественно являются историко-краеведческими. Всего их вышло 16, среди которых «Страницы ливенской жизни» и «Ливенские дали».
Есть у Геннадия Рыжкина двенадцать стихотворных сборников. Например, «Малая родина», «Пейзажи милые России», «Зори над Сосной».
Обширен перечень газетных публикаций Геннадия Витальевича. Он содержит более трёх сотен статей. Приведённые ниже ссылки на некоторые из них включают работы:
- Об истории ливенского края[14][15][16][17][18][19][20][21][22][23][24][25][26][27][28][29][30][31][32][33].
- Об известных жителях и уроженцах Ливен[34][35][36][37][38][39][40][41][42][43][44][45][46][47][48][49][50][51][52][53][54][55][56].
- О восстании крестьян в Ливенском уезде в 1918 году и сопротивлении Советской власти[57][58][59][60][61].
- О судьбах ливенцев в годы Великой Отечественной войны[62][63][64][65].
- О населённых пунктах ливенской округи и достопримечательностях[66][67][68][69][70][71][72][73][74][75][76][77][78][79][80][81][82][83][84][85][86][87][88][89][90][91][92].